# Pseudorasbora elongata
Pseudorasbora elongata är en fiskart som beskrevs av Wu, 1939. Pseudorasbora elongata ingår i släktet Pseudorasbora och familjen karpfiskar. IUCN kategoriserar arten globalt som livskraftig. Inga underarter finns listade i Catalogue of Life.